# 哈拉姆
哈拉姆（英語：haram，也写作，阿拉伯语：‎）是一个阿拉伯词语，意思是“禁止的”、“违反教律的”。因此，这个词可以指不纯洁的人；魔鬼等邪恶的事情，引申为“禁止进行的那些罪行”；尚未接受圣知的人禁止接触的神圣事物；被“搁置”的东西，相当于希伯来語之קודש‬，קֻדַּשׁ‬，qadoš，“是神聖的，分別爲聖的；神聖”，罗马法、古羅馬宗教之，“神圣的”。在伊斯兰教法律中，“哈拉姆”也可以指代任何被安拉所禁止的行为，为定义了人类行为规范的五大伊斯兰戒律之一。